# Bochica Patera
La Bochica Patera è una struttura geologica della superficie di Io.